# Мофу-гудур (мова)
Мофу-гудур — мова, що належить до афразійської макросімʼї, чадської сімʼї. Поширена в Камеруні (Крайньопівнічний регіон). Вивчається в деяких школах, виходять радіопередачі.

## Писемність
Вперше латинську абетку для мови мофу-гудур було розроблено у 1980 році за участю подружжя Голлінґсворсів (Hollingsworth) та Енні Полінг-Велі (Annie Pohling-Whaley). Першу книжку цією мовою (розповіді) було випущено у 1982 році. В 1983 році абетку було оприлюднено з деякими змінами: 1) букву ng, яка знаходиться на початку складу, замінено на ŋg; 2) букву ng, яка знаходиться в кінці складу, замінено на ŋ. Також у зміненій версії вирішили не позначати подвоєння приголосних. У 1994 році таким алфавітом було надруковано багато книг.
Сучасна абетка мови мофу-гудур побудована на основі загального алфавіту для мов Камеруну.
| A a | B b | Ɓ ɓ | C c  | D d | Ɗ ɗ | E e | Ə ə | F f | G g | Gb gb | Gw gw | H h | Hw hw | I i | J j  | K k |
| --- | --- | --- | ---- | --- | --- | --- | --- | --- | --- | ----- | ----- | --- | ----- | --- | ---- | --- |
| /a/ | /b/ | /ɓ/ | /t͡ʃ/ | /d/ | /ɗ/ | /e/ | /ə/ | /f/ | /g/ | /ɡ͡b/  | /gw/  | /h/ | /hw/  | /i/ | /d͡ʒ/ | /k/ |

| Kp kp | Kw kw | L l | M m | Mb mb | Mgb mgb | N n | Nd nd | Nj nj | Ŋ ŋ | Ŋg ŋg | Ŋgw ŋgw |
| ----- | ----- | --- | --- | ----- | ------- | --- | ----- | ----- | --- | ----- | ------- |
| /k͡p/  | /kw/  | /l/ | /m/ | /mb/  | /mbg/   | /n/ | /nd/  | /nd͡ʒ/ | /ŋ/ | /ŋg/  | /ŋgw/   |

| Ŋw ŋw | P p | R r | S s | Sl sl | T t | U u | V v | Vb vb | W w | Y y | Z z | Zl zl | ʼ   |
| ----- | --- | --- | --- | ----- | --- | --- | --- | ----- | --- | --- | --- | ----- | --- |
| /ŋgw/ | /p/ | /r/ | /s/ | /ɬ/   | /t/ | /u/ | /v/ | /vb/  | /w/ | /j/ | /z/ | /ɮ/   | /ʔ/ |

| Aa aa | Ee ee |
| ----- | ----- |
| /aː/  | /eː/  |